# فلاووکاوائین سی
فلاووکاوائین سی (به انگلیسی: Flavokavain C) یک ترکیب شیمیایی با شناسه پاب‌کم ۶۲۹۳۰۸۱ است. 